# Soulfallen
Soulfallen ist eine finnische Melodic-Death- und Dark-Metal-Band aus Jyväskylä, die 1996 unter dem Namen Blacksmith gegründet wurde.

## Geschichte
Die 1996 gegründete Band erhielt zunächst den Namen Blacksmith. Im Januar 1999 wurde im Studio Watercastle in Jyväskylä das erste Demo Beneath a Thick Satin Moon aufgenommen; die Besetzung bestand mittlerweile aus dem Bassisten und Sänger Kai Leikola, dem Gitarristen Christian Jörgensen, dem Keyboarder Turo Marttila und dem Schlagzeuger Juha Pesonen. Im folgenden Jahr schloss sich mit Outcast / Forlorn das nächste Demo an, wobei die Gruppe nun durch den zweiten Gitarristen Mikko Luontama erweitert wurde. Da die Mitglieder jedoch ihren Wehrdienst ableisten mussten, war die Band für einen Großteil des restlichen Jahres inaktiv. Etwas später bestand sie nur noch aus Leikola. Als Keyboarder holte er Tuomas Ekholm und als Schlagzeuger Jimmy Salmi hinzu. Die Band ist seit dem Jahr 2003 unter dem Namen Soulfallen bekannt. 2004 erschien mit neuem Bandnamen das erste Demo Dark Remains, das im Studio Watercastle unter der Leitung von Arttu Sarvanne aufgenommen worden war. 2005 schrieb die Gruppe an neuem Material, während sie diverse Auftritte abhielt. Anfang 2006 wurde daraufhin ein zweites Demo aufgenommen, das Death of the Tyrant betitelt wurde. Im Februar des Jahres unterzeichnete Soulfallen daraufhin einen Plattenvertrag bei Off Records Finland, woraufhin im April und Mai die Aufnahmen für das Debütalbum im Studio Watercastle mit Arttu Sarvanne stattfanden. Das Material wurde von Mika Jussila in den Finnvox Studios gemastert. Das Album erschien im September unter dem Namen World Expiration, wobei Firebox Records den Vertrieb übernahm. Das Jahr 2008 verbrachte die Band mit dem Spielen von Konzerten und dem Schreiben von Material für ein zweites Album. Im selben Jahr hielt die Band außerdem ihren ersten Auftritt außerhalb Finnlands ab, indem sie in Russland spielte. Zudem produzierte sie für den Song Death of the Tyrant ihr erstes Musikvideo. Im November des Jahres begab sich die Band erneut in das Studio Watercastle, um das zweite Album aufzunehmen. Die Aufnahmen dauerten drei Wochen an und erstreckten sich bis in den Dezember. Im Januar 2009 wurde das Material in den Finnvox Studios von Mika Jussila gemastert. Das Grave New World betitelte Album erschien im selben Jahr. Danach ging Soulfallen weiter auf Tour, nicht nur durch Finnland, sondern auch durch das Baltikum, wo sie unter anderem mit Cannibal Corpse in Vilnius spielte. Im Sommer 2011 wurde im Studio Watercastle das dritte Album aufgenommen, das Anfang 2012 unter dem Namen The Promise of Hell beim bandeigenen Label Grave New Music erschien. Es belegte Platz 46 in den finnischen Album-Charts.

## Stil
Patrick „Border“ Franken von metalnews.de schrieb in seiner Rezension zu World Expiration, dass auf dem ganzen Album immer wieder „druckvolle Blasorchestraleinlagen“, die teilweise durch Streichinstrumente unterstützt werden, auftauchen würden. Die Gruppe spiele eine moderne Form des Dark Metal, der sich gelegentlich gewisser Elemente aus dem Death- und Black-Metal bediene. Tiefes Growling sowie „der schleppende, teils doomige Stampftakt“ würden an Runemagick erinnern. Insgesamt werde auf dem Album „gegrunzt, gekreischt, geflüstert, gemosht, geholzt [und] geweint“, wobei man auch gelegentlich Breaks einsetze. Dimitris Karametros von metal-temple.com ordnete die Gruppe in seiner Rezension zu Grave New World dem Melodic Death Metal zu, wobei eine traurige und pessimistische Grundstimmung vorherrsche. Auf dem Album besinne die Gruppe sich auf ihre aggressiveren Ursprünge, der Einsatz des Keyboards verleihe den Songs jedoch auch einen symphonischen und dunklen Charakter. Walter von Metal.de ordnete die Gruppe, als er The Promise of Hell rezensierte, ebenfalls dem Melodic Death Metal zu, wobei man nun mit diesem dritten ein mit dem Debütalbum begonnenes Textkonzept vollende. Neben Riffs, die nach At the Gates klingen würden, seien auch Gemeinsamkeiten zu Callenish Circle, Scorngrain, Shade Empire und Ghost Brigade hörbar. Den Gesang bezeichnete er als vielschichtig und beängstigend.

## Diskografie
als Blacksmith
- 1999: Beneath a Thick Satin Moon (Demo, Eigenveröffentlichung)
- 2000: Outcast / Forlorn (Demo, Eigenveröffentlichung)

als Soulfallen
- 2004: Dark Remains (Demo, Eigenveröffentlichung)
- 2006: Death of the Tyrant (Demo, Eigenveröffentlichung)
- 2007: World Expiration (Album, Off Records Finland)
- 2009: Grave New World (Album, Off Records Finland)
- 2012: The Promise of Hell (Album, Grave New Music)